# Pseudophryne
Pseudophryne es un género de anfibios anuros de la familia Myobatrachidae, endémico de Australia y de Tasmania.

## Especies
Se reconocen las 14 especies siguientes según ASW:
- Pseudophryne australis (Gray, 1835)
- Pseudophryne bibronii Günther, 1859
- Pseudophryne coriacea Keferstein, 1868
- Pseudophryne corroboree Moore, 1953
- Pseudophryne covacevichae Ingram & Corben, 1994
- Pseudophryne dendyi Lucas, 1892
- Pseudophryne douglasi Main, 1964
- Pseudophryne guentheri Boulenger, 1882
- Pseudophryne major Parker, 1940
- Pseudophryne occidentalis Parker, 1940
- Pseudophryne pengilleyi Wells & Wellington, 1985
- Pseudophryne raveni Ingram & Corben, 1994
- Pseudophryne robinsoni[2] Donnellan, Mahony & Bertozzi, 2012
- Pseudophryne semimarmorata Lucas, 1892